# Paranitocris
Paranitocris is een kevergeslacht uit de familie van de boktorren (Cerambycidae). De wetenschappelijke naam van het geslacht werd voor het eerst geldig gepubliceerd in 1950 door Breuning.

## Soorten
Paranitocris omvat de volgende soorten:
- Paranitocris cyanipennis Breuning, 1950
- Paranitocris luci Lepesme & Breuning, 1955